# Bielin (rejon włodzimierski)
Bielin (ukr. Білин, Biłyn) – wieś na Ukrainie na terenie rejonu włodzimierskiego w obwodzie wołyńskim, liczy 432 mieszkańców.
Do 1944 roku Bielin był wsią polską, w której mieszkało tylko kilka rodzin ukraińskich. W lipcu 1943 roku we wsi powstała baza polskiej samoobrony oparta na strukturach Armii Krajowej, obejmująca także sąsiednie miejscowości. Od 18 sierpnia 1943 do stycznia 1944 w Bielinie stacjonował 10-15-osobowy oddział Schutzmannschaft złożony z Polaków, uznawany przez miejscowych za "legalną" samoobronę, w odróżnieniu od "nielegalnej" samoobrony akowskiej. Baza samoobrony stała się schronieniem dla polskiej ludności powiatu włodzimierskiego, która w lipcu i sierpniu 1943 była poddana eksterminacyjnej akcji OUN-UPA. Od stycznia 1944 Bielin był miejscem formowania i stacjonowania oddziałów 27 Wołyńskiej Dywizji Piechoty AK. W pierwszej dekadzie kwietnia 1944 Niemcy kilkukrotnie bombardowali Bielin, powodując zniszczenia i straty w ludziach, a później wyparli oddziały 27 WDP AK ze wsi. Wraz z partyzantami Bielin opuściła znaczna liczba cywilów. Po zajęciu wsi Niemcy rozstrzelali kilkunastu mężczyzn.
Instytut Jad Waszem wskazuje Bielin jako miejsce ukrywania się przed Niemcami dziewięciorga Żydów (rodziny Katzów, Wapniarskich i Szaja Maltzman). Ludzie ci trafili do Bielina wraz z polską rodziną Szwedów, która ukrywała ich w rodzinnej wsi Andresówka i musiała stamtąd uchodzić z powodu zagrożenia ze strony ukraińskich nacjonalistów. W 1982 roku Jad Waszem uhonorował tytułami Sprawiedliwych wśród Narodów Świata Andrzeja i Katarzynę Szwedów oraz ich synów Władysława, Tadeusza, Franciszka i Józefa.